# Erites argentina
Erites argentina är en fjärilsart som beskrevs av Butler 1868. Erites argentina ingår i släktet Erites och familjen praktfjärilar. Inga underarter finns listade i Catalogue of Life.